# František Serafín z Orsini-Rosenbergu
František Serafín 2. kníže z Orsini-Rosenbergu (německy Franz Seraph Vinzenz Ferrerius Felix Amadeus Judas Thaddäus Georg Alois Fürst von Orsini-Rosenberg, 18. října 1761, Štýrský Hradec – 4. srpna 1832, Vídeň) byl rakouský šlechtic a císařský generál. V mládí se vyznamenal v bojích s Turky, později vynikl ve válkách s revoluční Francií. Po neúspěšném tažení v roce 1809 na další aktivní službu rezignoval a stal se členem dvorské válečné rady, v roce 1814 byl povýšen na generála jezdectva. Po vzdáleném bratranci zdědil v roce 1796 knížecí titul spolu s majetkem v Korutansku, byl též rytířem Řádu zlatého rouna.

## Život

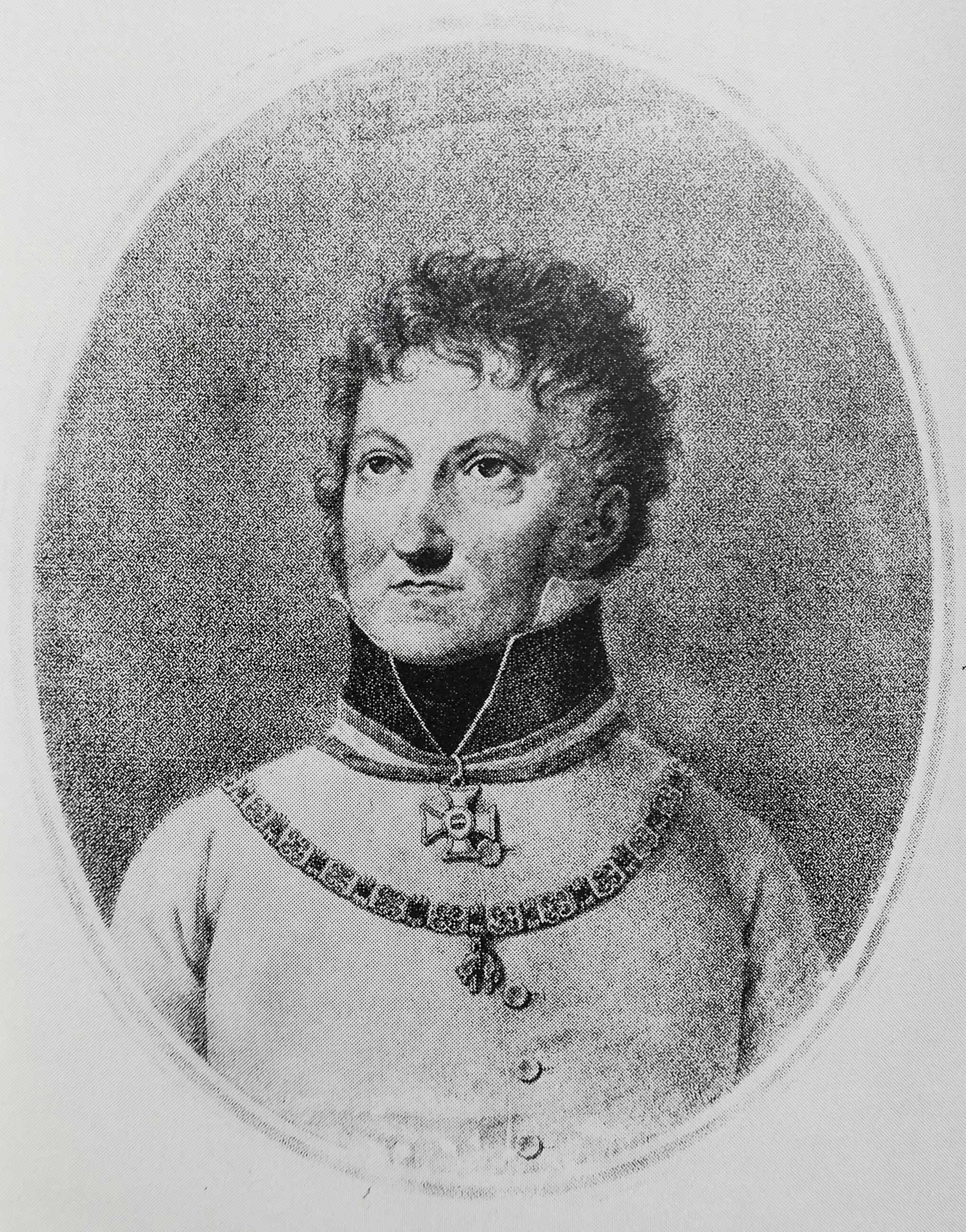
Generál František Serafín z Orsini-Rosenbergu

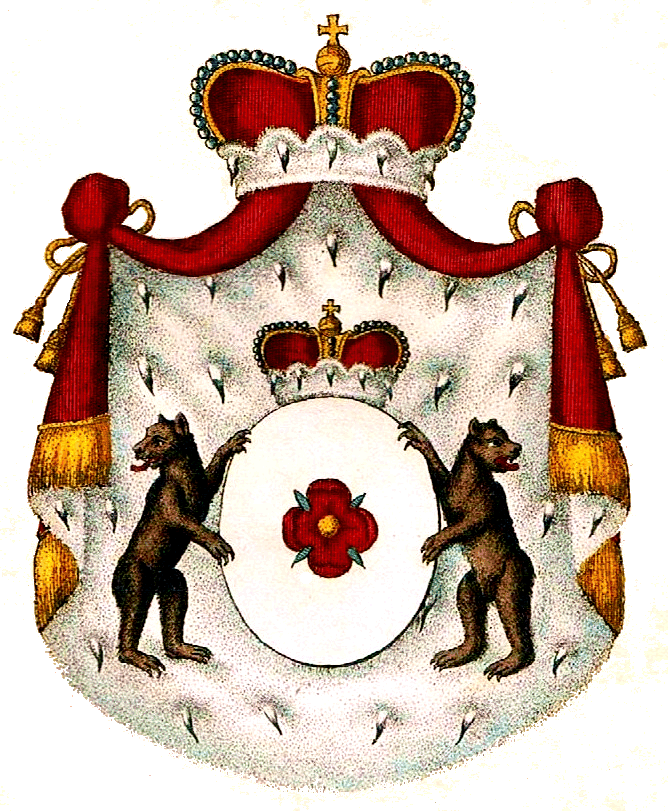
Knížecí erb rodu Orsini-Rosenbergů

Pocházel ze starého šlechtického rodu Orsini-Rosenbergů, byl vzdáleným bratrancem diplomata Františka Xavera z Orsini-Rosenbergu (1723–1796), který pro rodinu získal v roce 1790 knížecí titul. 
František Serafín se narodil jako nejstarší syn hraběte Vincence z Orsini-Rosenbergu (1722–1794), zemského hejtmana v Kraňsku a Korutansku, po matce byl potomkem rodu Stubenbergů. 
František byl v roce 1778 jmenován císařským komorníkem a v roce 1780 s hodností poručíka vstoupil do armády. Již v roce 1785 získal hodnost kapitána a krátce poté se vyznamenal ve válce s Tureckem. 
V roce 1790 získal Řád Marie Terezie, téhož roku byl povýšen na podplukovníka. V roce 1792 byl se svým plukem převelen na bojiště v Německu a zúčastnil se válek proti revoluční Francii. V roce 1794 dosáhl hodnosti plukovníka a na Rýně bojoval pod velením maršála Wurmsera. Na podzim 1795 se vyznamenal při obléhání a dobytí Mannheimu, o rok později 3. září 1796 vynikl ve vítězné bitvě u Würzburgu. V září 1796 byl povýšen na generálmajora, v listopadu téhož roku zdědil po bratranci Františku Xaverovi titul knížete a statky v Korutansku. Po smrti maršála Wurmsera se dalších bojů v Německu zúčastnil pod velením arcivévody Karla, kvůli kritickým postojům vůči kolegům i nadřízeným byl v roce 1800 dočasně zbaven aktivní služby. Již v roce 1801 byl znovu povolán do armády v hodnosti polního podmaršála, téhož roku obdržel komandérský kříž Řádu Marie Terezie. V roce 1805 bojoval v Itálii a v roce 1808 obdržel Řád zlatého rouna. 
V roce 1809 byl velitelem 4. armádního sboru, s nímž se zúčastnil války páté koalice proti Napoleonovi, v bitvě u Wagramu velel levému křídlu. Po této neúspěšné válce se již dalších bojů nezúčastnil, ale ve vedení rakouské armády zůstal jako generální inspektor jezdectva a od roku 1811 člen dvorské válečné rady. 
V roce 1813 byl jmenován c. k. tajným radou a v roce 1814 získal hodnost generála jízdy. V roce 1830 odešel do výslužby a zemřel o dva roky později v rodinném paláci ve Vídni. Nejdříve byl pohřben na hřbitově sv. Marka (Sankt Marxer Friedhof) ve Vídni, později byly ostatky převezeny do Korutan, kde byly uloženy na hřbitově u kostela St. Philippen ob Sonnegg v obci Tichoja (Sittersdorf) do rodinné hrobky, kterou sám založil.

### Rodinné a majetkové poměry

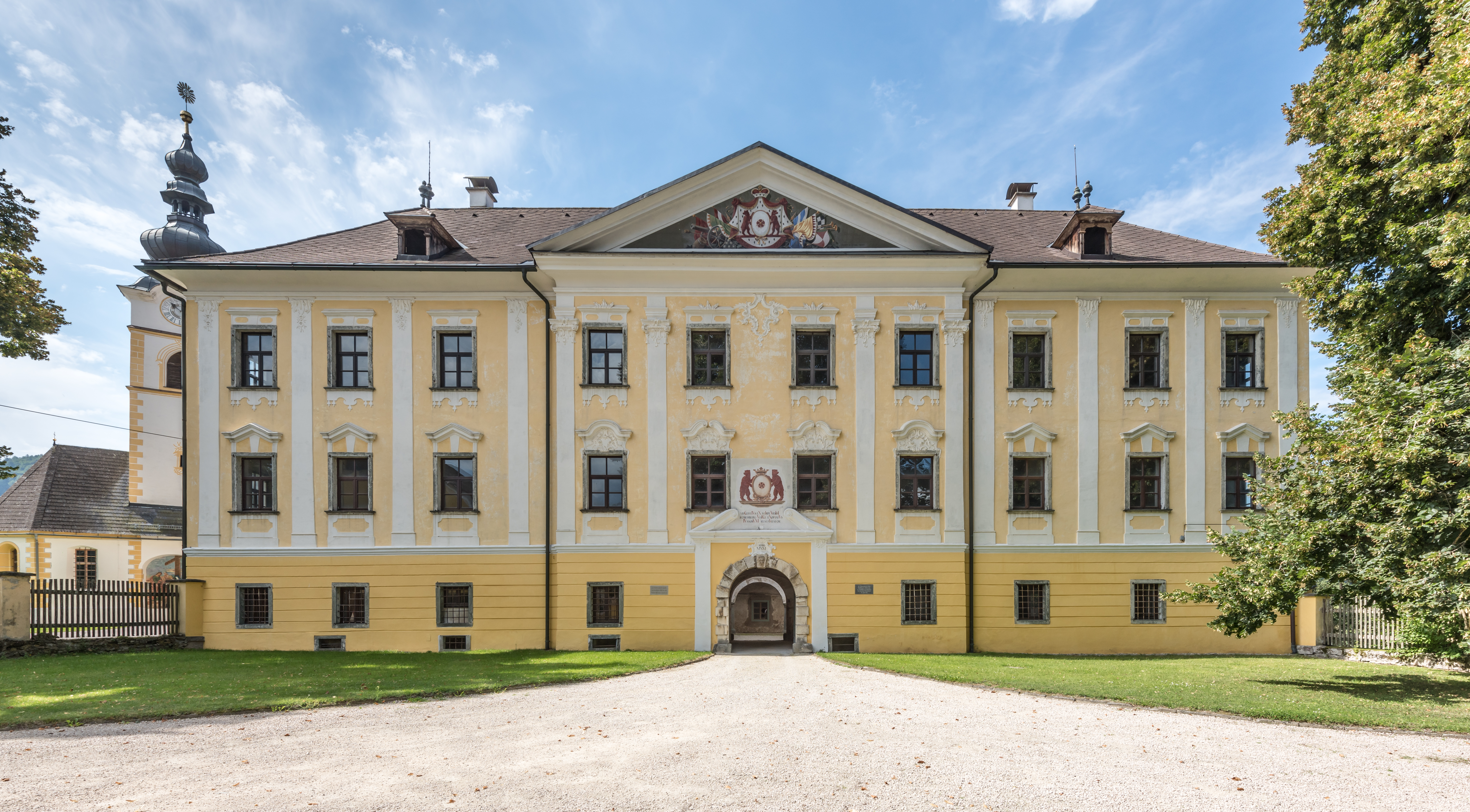
Zámek Grafenstein v Korutansku

Po otci a bratranci zdědil v roce 1794 a 1796 rodový majetek, který zahrnoval statky převážně v Korutanech, v této korunní zemi rodině Orsini-Rosenbergů náležel také dědičný titul zemského nejvyššího hofmistra. V Korutanech rodu patřily zámky Grafenstein, Welzenegg, Damtschach a Rosegg. V korutanském hlavním městě Klagenfurtu měli Orsini-Rosenbergové dva paláce (dnes stará a nová radnice), sídlo vlastnili také ve Vídni.
V roce 1786 se ve Štýrském Hradci oženil s hraběnkou Marií Karolínou z Khevenhüller-Metsch (1764–1811), dcerou nejvyššího dvorského maršálka Františka Xavera z Khevenhüller-Metsche. Manželé měli devět dětí. Nejstarší syn Vincenc (1787–1824) zemřel předčasně, dědicem knížecího titulu a rodového majetku byl druhorozený syn Ferdinand (1790–1859). I další synové měli potomky, proto se rod rozdělil do tří linií. Ferdinand Karel založil starší linii rodu, mladší syn Bedřich Zikmund (1801–1887) prostřední a nejmladší Josef (1803–1868) mladší linii. 
Z dcer Marie Terezie (1798–1866) se provdala za českého šlechtice hraběte Eugena Karla Černína z Chudenic (1796–1868).
Františkovým švagrem byl princ Karel z Lichtenštejna (1765–1795) z moravskokrumlovské linie Lichtenštejnů.